# Воеозеро
Воеозеро — озеро на юге Холмогорского района Архангельской области, принадлежит к бассейну Северной Двины.
Воеозеро расположено в 4 км от трассы М8, до него существует грунтовая дорога рядом с поворотом на деревню Заболотье. Данная дорога труднопроходима вследствие заброшенности местных лугов, которые раньше имели хозяйственное значение.
В Воеозеро впадает несколько лесных ручьёв и вытекает Воеручей, который впадает в реку Большая Чача. Озеро находится на заболоченной территории. Озеро довольно неглубокое (средняя глубина равна 1-1,5 метра).
В Воеозере водятся лещ, окунь, щука, сорога, хариус и др. рыбы.

## Топографические карты
- Лист карты P-37-23,24 Емецк. Масштаб: 1 : 100 000. Указать дату выпуска/состояния местности.